# Huningue
Huningue (Tiếng Pháp; tiếng Đức: Hüningen) là một xã ở tỉnh Haut-Rhin trong vùng Grand Est ở đông bắc Pháp. Xã này có diện tích 2,86 km², dân số năm 1999 là 6471 người. Khu vực này có độ cao 242 mét trên mực nước biển.